# 布格拉尔
布格拉尔是德国莱茵兰-普法尔茨州的一个市镇。总面积2.87平方公里，总人口504人，其中男性239人，女性265人（2011年12月31日），人口密度176人/平方公里。